# Günther M. Sander
Günther M. Sander (* 23. Januar 1961 in Berlin) ist ein deutscher Jurist und war Richter am Bundesgerichtshof. 
Nach dem Abitur am Berliner Canisius-Kolleg studierte Sander von 1979 bis 1984 Rechtswissenschaft an der Freien Universität Berlin. Während des Rechtsreferendariats war er von 1985 bis 1988 wissenschaftlicher Mitarbeiter bei Ulrich Eisenberg am Lehrstuhl für Strafrecht, Kriminologie, Jugendstrafrecht und Strafvollzug der Freien Universität Berlin. 1988 trat er in den höheren Justizdienst des Landes Berlin ein, wo er zunächst bei der Staatsanwaltschaft, dem Amtsgericht Tiergarten und dem Landgericht Berlin tätig war. 1991 wurde Sander zum Richter am Landgericht Berlin ernannt, aber sogleich bis 1994 an die Senatsverwaltung für Justiz, Abteilung Justizprüfungsamt abgeordnet. 1996 wurde er mit einer von Ulrich Eisenberg betreuten Arbeit Zur Beurteilung exihibitionistischer Handlungen zum Dr. iur. promoviert. Von 1997 bis 2000 war er als wissenschaftlicher Mitarbeiter an den Bundesgerichtshof abgeordnet. Im Jahr 2000 wurde Sander zum Vorsitzenden Richter am Landgericht Berlin befördert.
Am 4. Februar 2008 wurde Sander zum Richter am Bundesgerichtshof ernannt. Dort war er zunächst dem 1. Strafsenat zugewiesen, der für die Revisionen der Oberlandesgerichtsbezirke Bamberg, Karlsruhe, München, Nürnberg und Stuttgart sowie für Militärstrafsachen zuständig ist, nun dem 5. Strafsenat, unterdessen als stellvertretender Vorsitzender. Außerdem war ihm bis Anfang 2013 die Funktion des Ermittlungsrichters VI. übertragen. Nach Ernennung zum Vorsitzenden Richter am Bundesgerichtshof übernahm Sander den Vorsitz in dem 2020 neu errichteten 6. Strafsenat des Bundesgerichtshofs. Mit Ablauf des 2. Juni 2024 ist er in den Ruhestand getreten.
Sander war seit 1991 als Dozent und Lehrbeauftragter an der Humboldt-Universität zu Berlin tätig. Im Jahr 2004 wurde er dort zum Honorarprofessor für Straf- und Strafprozessrecht ernannt. Er ist zusammen mit Klaus Miebach Redakteur eines Bandes des Münchener Kommentars zum Strafgesetzbuch (§§ 185–262 StGB) und Coautor dieses Bandes.

## Veröffentlichungen (Auswahl)
- Zur Beurteilung exhibitionistischer Handlungen. Duncker und Humblot, Berlin 1996, ISBN 3-428-08545-0.
- mit Olaf Hohmann: Strafrecht, Besonderer Teil. 2 Bände. Beck, München 1998/2000; 2. (Bd. 1), 3. (Bd. 2) Auflage 2011.
- mit Gerhard Schäfer und Gerhard van Gemmeren: Praxis der Strafzumessung. Beck, München, 4. Auflage 2008 (vorher von Gerhard Schäfer); 6. Auflage 2017, ISBN 978-3-406-61893-2.

## Nachweise
1. ↑   Prof. Dr. Günther M. Sander (Memento vom 4. März 2016 im Internet Archive), Website des Humboldt Forums Recht, abgerufen am 10. April 2016.
2. ↑  Neuer Richter am Bundesgerichtshof, Pressemitteilung des Bundesgerichtshofs Nr. 21/2008, 4. Februar 2008, abgerufen am 10. April 2016.
3. ↑  5. Strafsenat, Website des Bundesgerichtshofs, abgerufen am 10. April 2016.
4. ↑  Vorsitzender Richter am Bundesgerichtshof Prof. Dr. Sander im Ruhestand, Mitteilung der Pressestelle des Bundesgerichtshofes Nr. 120/2024, abgerufen am 2. Juni 2024.

| Personendaten    | Personendaten                                  |
| ---------------- | ---------------------------------------------- |
| NAME             | Sander, Günther M.                             |
| KURZBESCHREIBUNG | deutscher Jurist, Richter am Bundesgerichtshof |
| GEBURTSDATUM     | 23. Januar 1961                                |
| GEBURTSORT       | Berlin                                         |